# Martin Otčenáš
Martin Otčenáš, né le 25 août 1987 à Poprad en Tchécoslovaquie, est un biathlète et fondeur slovaque. Il fait partie de l'équipe nationale depuis 2003 et a participé à deux éditions des Jeux olympiques d'hiver, en 2006 en ski de fond et en 2014 et 2018 en biathlon.

## Carrière

### Ski de fond
Commençant le ski de fond à l'âge de sept ans, au club ŠKP Štrbské Pleso, il obtient sa première récompense au Festival olympique de la jeunesse européenne 2005 à Monthey, où il gagne la médaille de bronze au relais.
Aux Jeux olympiques d'hiver de 2006, il est 49e du sprint libre. Il est aussi sélectionné pour les Championnats du monde de Sapporo en 2007, terminant 36e du sprint, 51e du quinze kilomètres et 15e du sprint par équipes. Il a couru une seule manche de Coupe du monde en 2006.

### Biathlon
Entraîné par son père Dusan, il représente le club VSC Dukla Banksa Bystrica en biathlon.
Il fait ses débuts internationaux en biathlon lors de la saison 2007-2008. L'hiver suivant, il participe à sa première course en Coupe du monde à Antholz et obtient un podium en IBU Cup à Bansko. Il prend part aux Jeux olympiques d'hiver de 2014, où il est 67e du sprint. En décembre 2014, il marque ses premiers points en Coupe du monde à Pokljuka avec une 21e place au sprint.
Il est champion du monde de biathlon d'été en 2015 sur la poursuite, en 2016 sur le sprint et la poursuite et en 2019 sur la poursuite de nouveau. Dans les Championnats d'Europe, il remporte une médaille d'argent en 2016 à Tioumen sur le relais mixte.
Aux Jeux olympiques d'hiver de 2018, il est 52e du sprint, 27e de la poursuite, 84e de l'individuel, 18e du relais et 20e du relais mixte.
Il établit son meilleur classement général dans la Coupe du monde en 2020, avec le 61e rang, grâce notamment à sa meilleure performance individuelle, sa treizième place sur le sprint des Championnats du monde à Anterselva.
Il annonce la fin de sa carrière sportive au terme de l'année 2020 pour resté impliqué dans son club en tant qu'entraîneur.

## Vie privée
En 2017, il se marie avec la biathlète ukrainienne Natalya Burdyga.
En parallèle de sa carrière sportive, il employé à l'Université de Technologie de Dukla Banská Bystrica.

## Palmarès en ski de fond

### Jeux olympiques
| Épreuve / Édition | Sprint | Sprint                           | 15 km                            | 15 km     | Poursuite 2 × 15 km | 50 km | Relais | Relais    |
| Épreuve / Édition | libre  | classique                        | libre                            | classique | Poursuite 2 × 15 km | 50 km | Sprint | 4 × 10 km |
| JO 2006 Turin     | 49e    | Épreuve inexistante à cette date | Épreuve inexistante à cette date | —         | —                   | —     | —      |           |

Légende :
- : pas d'épreuve
- — : Non disputée par Otcenas

### Championnats du monde
| Épreuve / Édition     | Sprint | Sprint    | 15 km | 15 km     | Poursuite 2 × 15 km | 50 km | Relais | Relais    |
| Épreuve / Édition     | libre  | classique | libre | classique | Poursuite 2 × 15 km | 50 km | Sprint | 4 × 10 km |
| Mondiaux 2007 Sapporo | —      | 36e       | 51e   | —         | —                   | —     | 15e    | —         |

Légende :
- : pas d'épreuve
- — : Non disputée par Otcenas

## Palmarès en biathlon

### Jeux olympiques d'hiver
| Épreuve / Édition                | Individuel | Sprint | Poursuite | Départ en masse' | Relais | Relais mixte |
| Jeux olympiques 2014 Sotchi      | 67e        | -      | -         | -                | -      | -            |
| Jeux olympiques 2018 Pyeongchang | 84e        | 52e    | 27e       | -                | 18e    | 20e          |

Légende :
- - : Non disputée par Otcenas

### Championnats du monde
| Épreuve / Édition                | Individuel | Sprint | Poursuite | Mass start | Relais | Relais mixte |
| Mondiaux 2011 Khanty-Mansiisk    | —          | —      | —         | —          | 18e    | —            |
| Mondiaux 2012 Ruhpolding         | 66e        | —      | —         | —          | 12e    | —            |
| Mondiaux 2013 Nové Město         | —          | 91e    | —         | —          | —      | —            |
| Mondiaux 2015 Kontiolahti        | 88e        | 65e    | —         | —          | 11e    | 17e          |
| Mondiaux 2016 Holmenkollen       | 63e        | 25e    | 30e       | —          | 12e    | 17e          |
| Mondiaux 2017 Hochfilzen         | 65e        | 47e    | 24e       | —          | 12e    | 12e          |
| Mondiaux 2019 Östersund          | 56e        | 54e    | 51e       | —          | 18e    | 12e          |
| Mondiaux 2020 Antholz-Anterselva | 71e        | 13e    | 26e       | 30e        | 17e    | 19e          |

Légende :
- — : non disputée par Otcenas

### Coupe du monde de biathlon
- Meilleur classement général : 61e en 2020.
- Meilleur résultat individuel : 13e.

#### Classements en Coupe du monde
| Année     | Classement général final | Sprint | Poursuite | Individuel | Mass start |
| 2014-2015 | 75e                      | 66e    | 73e       | -          | -          |
| 2015-2016 | 64e                      | 58e    | -         | 63e        | -          |
| 2016-2017 | 75e                      | -      | 60e       | 51e        | -          |
| 2017-2018 | 66e                      | 54e    | 81e       | -          | -          |
| 2018-2019 | 68e                      | 66e    | 60e       | -          | -          |
| 2019-2020 | 61e                      | 55e    | 55e       | 63e        | 48e        |

### Championnats d'Europe
- Médaille d'argent du relais mixte en 2016.

### Championnats du monde de biathlon d'été
- Médaille d'or de la poursuite en 2015, 2016 et 2019.
- Médaille d'or du sprint en 2016.
- Médaille de bronze du sprint en 2014 et 2015.

### IBU Cup
- 1 podium individuel.